# Urea formaldehído
La urea-formaldehído (UF), también llamada urea-metanal y urea-formol, es una resina o polímero termoendurecible no transparente. Se produce a partir de urea y formaldehído. Estas resinas se utilizan en adhesivos, madera contrachapada, tableros de partículas, tableros de fibra de densidad media (MDF) y objetos moldeados. En la agricultura, los compuestos de urea-formaldehído son uno de los tipos de fertilizantes de liberación lenta más utilizados.
La UF y las resinas amínicas relacionadas son una clase de resinas termoendurecibles de las cuales las resinas de urea-formaldehído representan el 80 % de la producción mundial. Algunos ejemplos de uso de resinas amínicas incluyen en neumáticos de automóviles para mejorar la unión del caucho, en papel para mejorar la resistencia al desgarro y en el moldeado de dispositivos eléctricos, tapas de frascos, etc.
Las resinas de urea son polímeros, clasificados dentro del grupo de los plásticos termoestables o termofraguantes, ya que no sufren demasiadas deformaciones con el calor debido a que sus moléculas contienen una gran cantidad de enlaces cruzados que les aportan gran estabilidad.

## Historia
La UF fue sintetizada por primera vez en 1884 por el Dr. Hölzer, que trabajaba con Bernhard Tollens, ninguno de los cuales se dio cuenta de que la urea y el formaldehído se estaban polimerizando.
En los años siguientes, un gran número de autores trabajaron en la estructura de estas resinas.
En 1896, Carl Goldschmidt investigó la reacción más a fondo. También obtuvo un precipitado amorfo, casi insoluble, pero no se dio cuenta de que se estaba produciendo la polimerización; pensó que dos moléculas de urea se estaban combinando con tres moléculas de formaldehído. En 1897, Carl Goldschmidt patentó el uso de resinas UF como desinfectante. A esto le siguió la comercialización general y en las décadas siguientes, se describieron cada vez más aplicaciones en la literatura.

## Estructura y propiedades
Las resinas son sustancias orgánicas cristalinas que inicialmente son líquidas pero tras un proceso de polimerización terminan siendo sólidas. Este tipo de resina surge de la combinación de la urea con el formaldehído.
La estructura química del polímero de UF consiste en unidades repetidas [(O)CNHCH2NH]n. En cambio, las resinas de melamina-formaldehído presentan unidades repetidas NCH2OCH2N. Dependiendo de las condiciones de polimerización, puede producirse cierta ramificación. Las primeras etapas de la reacción del formaldehído y la urea producen bis(hidroximetil)urea.
Sus principales características por lo que respecta a su estructura molecular, son las siguientes: alta reactividad, fácil solubilidad con el agua (lo que la hace ideal para utilizar en la industria de la madera) y la reversibilidad con el amino metileno, que explica su baja resistencia al agua y la humedad, sobre todo a elevadas temperaturas.
Las resinas ureicas junto con las melaninas forman el grupo de las resinas amínicas. Se comportan de un modo parecido a las fenólicas (resinas de fenol), aunque presentan peor resistencia a la humedad. En cambio, pueden ser coloreadas y eléctricamente son sensiblemente mejores. Las principales características de las resinas de urea-formaldehído son, aparte de su economía, pero sobre todo son duras y rígidas, y tienen una gran capacidad para pegarse.

## Proceso de elaboración

Las 2 etapas de la formación de resina de urea-formaldehído

El proceso de elaboración de la urea formaldehído consta de dos etapas principales: primero la metilación alcalina seguida de la condensación de ácido. La metilación consiste en añadir cuatro moléculas de formaldehído en una de urea. Este proceso es reversible, cosa que hace que sea muy poco resistente al agua y humedad a altas temperaturas.
Durante el proceso de elaboración de la resina es muy importante tener en cuenta el pH de la mezcla en cada momento de la reacción. Inicialmente, se mezclan los monómeros en frío de urea y formaldehído, manteniendo un pH entre 5 y 7.
Con la mezcla del paso anterior se alimenta un reactor de polimerización que debe contar con un sistema de agitación, condensación y control de temperatura; se somete a calentamiento en un rango de 20 a 95 °C y un tiempo de reacción de 15 a 30 min ( es aconsejable mantener un contenido de sólidos generados en la reacción entre 50 y 60 por ciento y una viscosidad del producto de reacción de 20 a 500 cps).
Se deja enfriar el producto de reacción hasta una temperatura de 45 a 50 grados C; luego se adiciona urea para provocar la degradación del polímero y generar el crecimiento de la partícula de la resina.
Enfriar hasta la temperatura ambiente y ajustar el pH a valores básicos de 7 a 9 para su estabilización; finalmente la resina urea-formaldehído obtenida se filtra en una malla de 25 micras para eliminar impurezas.

## Aplicaciones
Hoy en día encontramos la urea-formaldehído en muchos procesos industriales gracias a sus útiles propiedades. Actualmente, uno de los procesos en el que se usa más esta resina es para la producción de aparatos electrónicos como conmutadores, enchufes, etc. Otras aplicaciones serían para la producción de neumáticos de coche, ya que mejora la unión de la goma del neumático y así mejorando su resistencia. Otros ejemplos son las láminas decorativas, los desinfectantes para hospitales y empresas, o incluso para pegar los muebles de madera.
Antiguamente, en la década de los años 70 tuvo gran importancia al ser usada como aislantes para las paredes de las casas. Pero en los años 80 empezaron a ser retiradas ya que producían un vapor tóxico, siendo sustituidas por la resina de melamina formaldehído y el poliuretano.

### Uso en agricultura
Los compuestos de urea-formaldehído se utilizan ampliamente como fuentes de nitrógeno de liberación lenta en la agricultura. La tasa de descomposición en CO2 y NH
3 depende de la longitud de las cadenas de urea-formaldehído y de la acción de los microbios que se encuentran de forma natural en la mayoría de los suelos. La actividad de estos microbios y la tasa de liberación de amoníaco dependen de la temperatura. La temperatura óptima para la actividad microbiana es de alrededor de 70 a 90 °F (21 a 32 °C).

## Problemas para la salud
Se pueden producir problemas en la salud cuando materiales basados en urea-formaldehído, emiten formaldehído.
No se observan efectos en la salud en concentraciones ambiente menores a 1.0 ppm. Entre 3.0 y 5.0 ppm, surgen problemas respiratorios y otros síntomas, en concentraciones superiores a 3.0-5.0 ppm aumenta el riesgo de cáncer.
Los síntomas suelen presentarse con irritación en los ojos, y vías respiratorias, en forma de tos y silbidos al respirar, fatiga, irritación cutánea, diversas reacciones alérgicas, sensación de quemazón en ojos y tráquea, náuseas y dificultades respiratorias entre algunos humanos con concentraciones superiores a 1.0 ppm.